# Народен войник (НОВ и ПОМ)
 Тази статия е за вестника, издаван от Главния щаб на НОВ и ПОМ.  За за вестника на първа македонска ударна бригада, вижте Народен войник (първа бригада).  
„Народен войник“ (на македонска литературна норма: Народен воjник) е комунистически вестник на Комунистическата съпротива във Вардарска Македония.
Вестникът започва да се издава на 18 декември 1944 година в град Скопие от Главния щаб на НОВ и ПОМ. От 4 февруари 1945 година се издава от Главния щаб на Югославската армия за Македония. Главен редактор е Илия Топаловски. Печата се със съвременна полиграфска технология в печатницата „Гоце Делчев“. Издадени са общо 12 броя.